# Linda Scott

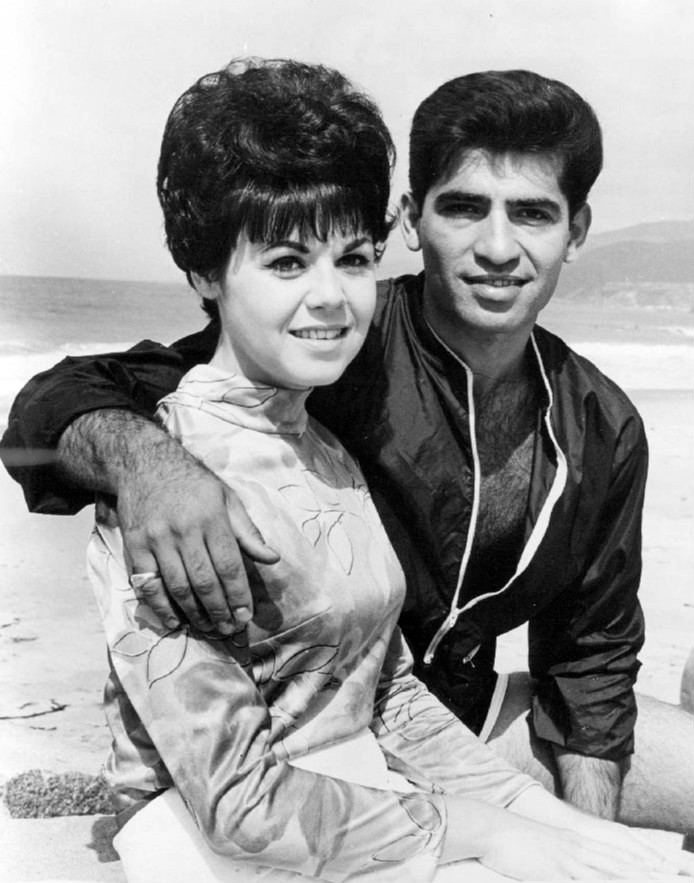
Linda Scott mit Steve Alaimo 1966 in American Bandstand

Linda Scott (* 1. Juni 1945 in Queens, New York als Linda Joy Sampson) ist eine ehemalige US-amerikanische Sängerin, die in den 1960er Jahren eine erfolgreiche Popmusik-Sängerin war.

## Leben
Sie wuchs zunächst in Queens auf, ehe sie 1956 mit ihren Eltern nach Teaneck im Bundesstaat New Jersey zog. Schon früh begann sie sich für die Popmusikszene zu interessieren und fand darin Unterstützung durch ihre Mutter. Diese meldete ihre Tochter zu einem lokalen Gesangstalentwettbewerb an, aus dem Linda als Gewinnerin hervorging. Als 14-jährige Highschool-Absolventin bewarb sie sich mit einem Demoband bei der US-weiten CBS-Radiosendung Arthur Godfrey’s Talent Scouts und kam daraufhin zu mehreren Auftritten in der Show, sowohl als Sängerin wie auch als Co-Moderatorin. Ihr Schallplattendebüt gab Linda 1959 mit der von Epic Records produzierten Single In-Between Teen / Lover Of The Year. Die Platte blieb erfolglos.
Im Herbst 1960, Linda war noch Studentin, schloss sie bei der Plattenfirma Canadian-America einen Plattenvertrag ab, und im März 1961 erschien unter dem neuen Künstlernamen Linda Scott die Single mit den Titeln I’ve Told Every Little Star / Three Guesses. Mit ihrer Neuaufnahme des aus 1932 stammenden Oldies I’ve Told Every Little Star, komponiert von Jerome  Kern, Text von Oscar Hammerstein, erreichte sie Platz drei in den Billboard Hot 100. Der Titel wurde zu einem Millionenerfolg und verkaufte sich auch international gut. Im britischen New Musical Express stieg er bis zum 8. Platz auf. Mit der folgenden Platte Don’t Bet Money Honey / Starlight, Starbright konnte Scott nahtlos ihren Erfolg fortsetzen, Billboard nahm beide Titel in die Hot 100 auf. Während die von Scott selbst geschriebene A-Seite den 9. Platz erreichte, kam Starlight, Starbright noch auf den 44. Rang. Bis Anfang 1962 veröffentlichte Scott noch drei weitere Hot 100-Titel bei Canadian-America.
Zu dem Zeitpunkt, als sich Scotts letzter bei Canadian-America produzierter Titel Bermuda auf Platz 70 etablierte, war die Sängerin bereits mit ihrem Produzenten Neil Galligan zu dessen neuen Plattenfirma Congress Records gewechselt und hatte dort die Platte Yessiree / Town Crier aufgenommen. Zwei Wochen nach Bermudas Einstieg in die Hot 100 startete dort auch der Congress-Titel Yessiree, der es bis auf Rang 60 schaffte. Das Wettrennen mit Canadian-America setzte sich fort, im Mai stieg der CA-Titel Count Every Star, der noch vor Bermuda produziert worden war, in die Charts ein und landete auf Platz 40. Obwohl Scott noch bis 1964 Platten bei Congress veröffentlichte, riss ihre Erfolgsstrecke nach dem 1962 produzierten Titel I Left My Heart in the Balcony, der noch Platz 74 erreichte, ab. 1964 schloss Scott ein Zweijahresvertrag mit der Plattenfirma Kapp ab, 1967 mit RCA Victor. Alle bei diesen Firmen herausgebrachten Platten blieben erfolglos. 1968 veröffentlichte die Firma Eric Records zwei Singles mit früheren Erfolgstiteln.
Ende 1969 verabschiedete sich Linda Scott vom Showbusiness und trat 1970 für drei Jahre in die Army ein, wo sie als medizinisch-technische Laborantin im Fort Sam Houston, Texas, arbeitete. Sie heiratete einen Kollegen und brachte 1973 einen Sohn zur Welt. Für einige Zeit lebte sie mit ihrer Familie in Minneapolis. Nach ihrer Scheidung studierte sie in Des Moines, Iowa, vier Jahre lang Theologie. Mitte der 1980er Jahre arbeitete sie als Direktorin und Dozentin für Musik an der Christian Academy in New York.

## Billboard Hot 100
| Einstieg | Titel                            | Platz |
| -------- | -------------------------------- | ----- |
| 05/1961  | I’ve Told Every Little Star      | 3.    |
| 09/1961  | Don’t Bet Money Honey            | 9.    |
| 09/1961  | Starlight, Starbright            | 44.   |
| 12/1961  | I Don’t Know Why                 | 12.   |
| 12/1961  | It’s All Because                 | 50.   |
| 03/1962  | Bermuda                          | 70.   |
| 03/1962  | Yessiree                         | 60.   |
| 05/1962  | Count Every Star                 | 41.   |
| 08/1962  | Never in a Million Years         | 56.   |
| 11/1962  | I Left My Heart in the Balcony   | 74.   |
| 01/1964  | Who’s Been Sleeping in My Bed by | 100.  |

## US-Single-Diskografie
| Titel                                                    | Katalog-Nr.       | Jahr |
| -------------------------------------------------------- | ----------------- | ---- |
|                                                          | Epic              |      |
| In-Between Teen / Lover of the Year (als Linda Sampson)  | 9341              | 1959 |
|                                                          | Canadian-American |      |
| I’ve Told Every Little Star / Three Guesses              | 123               | 1961 |
| Don’t Bet Money Honey / Starlight, Starbright            | 127               | 1961 |
| I Don’t Know Why / It’s All Because                      | 129               | 1961 |
| Christmas Day                                            | 132               | 1961 |
| Count Every Star / Land of Stars                         | 133               | 1962 |
| Bermuda / Lonely for You                                 | 134               | 1962 |
|                                                          | Congress          |      |
| Yessiree / Town Crier                                    | 101               | 1962 |
| Never in a Million Years / Through the Summer            | 103               | 1962 |
| I Left My Heart in the Balcony / Lopsided Love Affair    | 106               | 1962 |
| I’m So Afraid of Losing You / The Loneliest Girl in Town | 108               | 1962 |
| I’m Gonna Sit Right Down / Ain’t That Fun                | 110               | 1963 |
| Let’s Fall in Love / I Know It, You Know It              | 200               | 1963 |
| Who’s Been Sleeping In My Bed / My Baby                  | 204               | 1963 |
| Let’s Fall in Love / I Know It, You Know It              | 206               | 1964 |
| I Envy You / Everybody Stopped Laughing at Jane          | 209               | 1964 |
|                                                          | Kapp              |      |
| That Old Feeling / This Is My Prayer                     | 610               | 1964 |
| If I Love Again / Patch It Up                            | 641               | 1965 |
| Don’t Lose Your Head / I’ll See You in My Dreams         | 677               | 1965 |
| You Baby / I Can’t Get Through to You                    | 713               | 1965 |
| Take a Walk Bobby / Toys                                 | 762               | 1966 |
|                                                          | RCA Victor        |      |
| They Don’t Know You / Three Miles High                   | 9424              | 1967 |
|                                                          | Eric              |      |
| Don’t Bet Money Honey / Starlight, Starbright            | 133               | 1968 |
| I’ve Told Ev’ry Little Star / Count Every Star           | 134               | 1968 |

## US-Vinyl-Langspielplatten
| Titel                | Katalog-Nr.            | Jahr |
| -------------------- | ---------------------- | ---- |
| Starlight Starbright | Canadian-American 1005 | 1961 |
| Great Scott          | Canadian American 1007 | 1962 |
| Linda                | Congress 3001          | 1962 |
| Hey Look at Me Now   | Kapp 3424              | 1965 |